# Biopersistance
La biopersistance (ou persistance semi-biotique) est la capacité de certains organismes (végétaux, animaux, fongiques, microbiens) à perdurer longtemps sans mourir dans des environnements délétères en conservant vivant tout ou partie de leur organisme ou de leurs propagules. L'espèce peut ainsi persister dans des environnements parfois très difficiles (rareté de nutriments, déshydratation, haute pression, haute température, acidité, radioactivité, présence de biocides ou de métaux lourds ou métalloïde très toxiques…). De manière générale les organismes complexes sont moins doués pour cela mais se montrent plus adaptables aux variations de leur environnement. Sur les zones contaminées de Tchernobyl, on a montré que grâce à des systèmes très efficaces de protection et de réparation de leur ADN, certains organismes simples comme des champignons microscopiques ou la bactérie Deinococcus radiodurans survivent à des niveaux très élevés de radioactivité,,.

Chez un même organisme, cette capacité peut varier selon l'âge et l'état de santé, ou selon des facteurs externes (saison, teneur du milieu en nutriments, pH ou cofacteurs variés (synergies ou symbioses avec une autre espèce par exemple).

## Stratégies de biopersistance

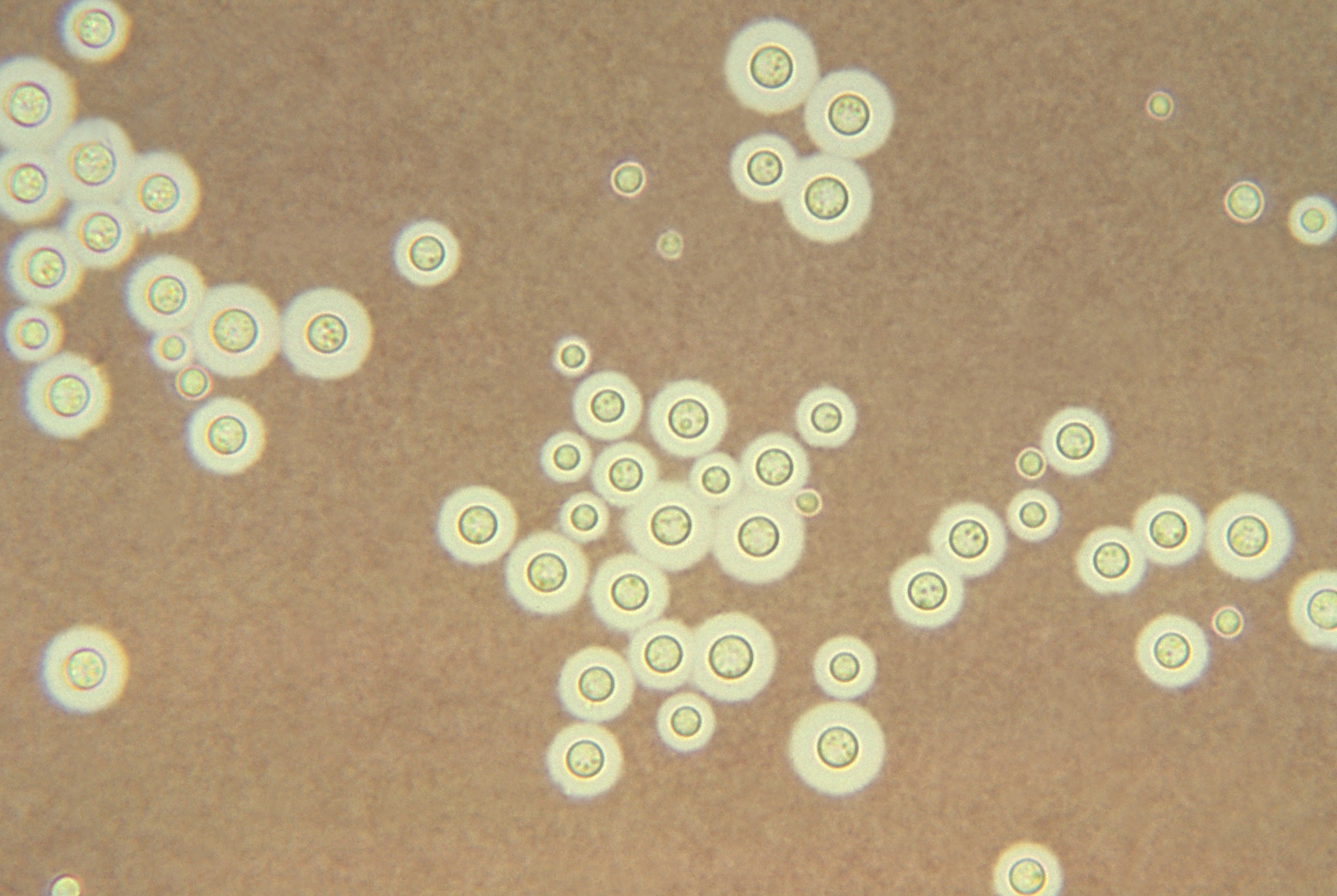
Cryptococcus neoformans (espèce de mycète radiotrophe noir, ubiquitaire omniprésente dans le monde (pathogène opportuniste pour l'Homme) ; au lieu de mourir lorsqu'irradiée par des rayons gamma, cette espèce voit au contraire son métabolisme augmenter

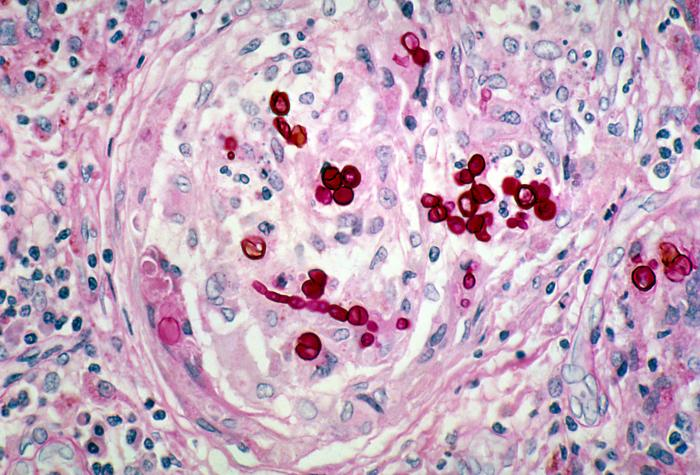
Wangiella dermatitidis - autre moisissure noire, et l'une des espèces dont le métabolisme augmente le plus en présence de certaines radiations (gamma). Ce microchampignon dispose en outre de mécanismes efficaces de réparation et protection contre les radiations ionisantes

En vertu du principe d'entropie et des lois de la thermodynamique, toute structure fonctionnelle vivante (organisme ou propagule) tend à se dégrader et à s'éroder lentement, dans le temps. Cependant de nombreuses espèces, au cours de l'évolution, ont développé des capacités à persister vivantes durant de longues périodes (décennies, siècles voire millénaires).
Les scientifiques ont identifié plusieurs de ces stratégies (qui peuvent parfois être combinées).
1. Mise en sommeil (le métabolisme est ralenti voire temporairement stoppé, comme chez les tardigrades, qui résistent au vide spatial en orbite basse[8] et aussi à des niveaux élevés de radioactivité[9]) ;
2. protections : une stratégie basique est de protéger l'organisme des effets délétères de l'environnement sous des couches sacrificielles (couches qui absorbent les stress et effets négatifs de l'environnement, ce qui ralentit la détérioration du génome, des organismes et de cellules).
L'organisme peut aussi s'enkyster dans un autre organisme (et échapper au système immunitaire de son hôte), ou au contraire s'isoler des autres organismes et de son environnement, en s'enfouissant dans le sol ou le sédiment en attendant des jours meilleurs (éventuellement avec une provision de nourriture). Les couches peuvent être externes ou internes (ex : comme chez l'arbre dont les cernes internes correspondent à un squelette, construit avec les déchets métaboliques de l'arbre (hormis l'oxygène et un peu de CO2 évacués dans l'air) qui grandit chaque année.
3. Redondance : la perte des fonctionnalités biologiques d'un organisme peut aussi être retardée (même pour les organismes complexes) en conservant des options alternatives pour tous les composants existants ou éventuellement nécessaires.
4. résistance et autoréparation : contre les dégâts induits par la lumière ou d'autres radiations sur les protéines, les enzymes, les enveloppes et autres structures cellulaires ; une fonction clé est la production de puissants antioxydants[10], une autre solution est basée sur des pigments biologiques qui permettent d'utiliser - au profit de l'organisme - l'énergie qui est le facteur de stress pour le autres espèces  (ainsi le proche UV et la lumière solaire deviennent source d'énergie pour les cyanobactéries et pour les plantes (via la photosynthèse) alors que les rayons gamma et peut-être d'autres longueurs d'onde deviennent une source importante d'énergie pour certains microorganismes (mycètes) dotés de mélanine).
Ce type de stratégie a été mis au point sur terre il y a probablement plusieurs milliards d'années par des micro-organismes primitifs qui devaient coloniser des environnements acides, très chauds, sous haute pression ou même radioactifs (radiographie).
5. stockage et traitement de l'information (de l'ADN notamment) : c'est une stratégie très commune  et ancienne, qui permet de contrer activement l'impact de l'entropie. C'est un moyen efficace de maintenir une organisation fonctionnelle, éventuellement très complexe, tout au long de la vie et au fil des générations. Il est permis par les nombreux systèmes de contrôle et de réparation de l'ADN, qui doit être constamment réparé contre les mutations induites par des facteurs externes et internes (erreurs de duplication, effets délétères des radicaux libres produits par le métabolisme cellulaire.
Contrairement aux autres stratégies, ce traitement de l'information n'implique pas de dépenses énergétiques très importantes et conserve les possibilités d'adaptation rapide. Ces systèmes de "réparation interne" sont bien plus performants dans la nature qu'avec les technologies actuelles (encore loin de laisser envisager des systèmes d'autoréparation complète de systèmes évolués).
Certains organismes semblent pouvoir éternellement se dupliquer ou se régénérer (ex : hydre), ou régénérer un membre coupé (ex : triton capable de régénérer une patte coupée, mais non d'interrompre son vieillissement).

## Leçons pour la biomimétique
Il semble possible de combiner dans des architectures techniques semi-biotiquement des composants biologiques et des systèmes classiques (mécaniques et informatiques) inspirés des stratégies décrites ci-dessus, et d'envisager dans le futur des persistances à long terme de dispositifs fonctionnels dans des environnements hostiles.

## Risques et danger
Certaines espèces capables de longtemps persister dans le temps n'évoluent pas. Elles peuvent ne plus être adaptées à leur environnement quand elles se réveillent, ou au contraire (dans le cas de microbes) être redevenues très pathogènes face à des systèmes immunitaires qui ont "oublié" cet ennemi et ne sont plus près à produire les anticorps adaptés.
Beaucoup d'organismes capables de biopersistance sont des virus, des bactéries ou des champignons pathogènes opportunistes. Et ce qui les a rendu biopersistants les rend également plus résistants aux antibiotiques et à de nombreux biocides.